# Зулендер 2
Зулендер 2 (енгл. Zoolander 2) америчка је филмска комедија из 2016. године. Режију потписује Бен Стилер, који такође тумачи и главну улогу. Споредне улоге глуме Овен Вилсон, Вил Ферел, Пенелопе Круз и Кристен Виг. Наставак је филма Зулендер из 2001. године.
Приказиван је у биоскопима од 12. фебруара 2016. године. Добио је углавном негативне рецензије критичара и остварио умерен финансијски успех, али знатно мању у односу на претходника.

## Радња
Кад тајни убица почне убијати најлепше људе на свету, врхунска агенткиња Интерпола Валентина Валенсија открије да кључ ове смртоносне завере лежи у бившим манекенима Дереку и Ханселу. Регрутовани за тајну мисију, они се морају вратити у свет високе моде, поновно стећи славу и спасити ствар. Једино што им стоји на путу је криминални велеум Мугату и његова зла модна штићеница.

## Улоге
| Глумац             | Улога                    |
| ------------------ | ------------------------ |
| Бен Стилер         | Дерек Зулендер           |
| Овен Вилсон        | Хансел Макдоналд         |
| Вил Ферел          | Џакобим Мугату           |
| Пенелопе Круз      | Валентина Валенсија      |
| Кристен Виг        | Алексања Атоз            |
| Фред Армисен       | Вип                      |
| Кајл Муни          | Дон Атари                |
| Мила Јововић       | Катинка Ингабоговинанана |
| Кристина Тејлор    | Матилда Џефриз           |
| Џастин Теру        | зли ди-џеј               |
| Бенедикт Камбербач | Све                      |